# Lecithasteridae
Lecithasteridae är en familj av plattmaskar. Lecithasteridae ingår i klassen Neodermata, fylumet plattmaskar och riket djur.